# Francisco Serrano Castro
Pour les articles homonymes, voir Francisco Serrano et Francisco Castro.
Francisco Serrano Castro est un juriste et homme politique espagnol né le 21 mars 1965 à Madrid

## Biographie

### Détail des mandats et fonctions
- 28 décembre 2018 - 1er septembre 2020 : membre du Parlement d'Andalousie ;
  - Porte-parole du groupe Vox du 28 décembre 2018 au 6 février 2019 ;
  - Président du groupe Vox du 6 février 2019 au 1er juillet 2020.